# Верхорубы (Немский район)
Верхорубы — деревня в составе Немского района Кировской области. 

## География
Находится на расстоянии примерно 5 километров по прямой на северо-запад от районного центра поселка Нема.

## История
Деревня была известна с 1723 года, в 1727 году в ней (тогда это был починок Пилман) было упомянуто 3 двора и 14 душ мужского пола. В 1873 году учтено дворов 26 и жителей 160, в 1905 33 и 192, в 1926 32 и 170, в 1950 25 и 642 соответственно, в 1989 273 жителя . До 2021 года входила в Немское городское поселение Немского района, ныне непосредственно в составе Немского района.

## Население
Постоянное население  составляло 184 человека (русские 88%) в 2002 году, 118 в 2010.